# La Poitevinière
La Poitevinière ([la pwatviˈniɛʁ] ) ist ein Ort und ehemalige französische Gemeinde mit 1121 Einwohnern (Stand: 1. Januar 2022) im Département Maine-et-Loire in der Region Pays de la Loire. Sie gehörte zum Arrondissement Cholet. Die Einwohner werden Pictavinériens und Pictavinériennes genannt.
Der Erlass des Präfekten vom 24. September 2015 legte mit Wirkung zum 15. Dezember 2015 die Eingliederung von La Poitevinière als Commune déléguée zusammen mit den früheren Gemeinden Andrezé, Beaupréau, Gesté, Jallais, La Chapelle-du-Genêt, La Jubaudière, Le Pin-en-Mauges, Saint-Philbert-en-Mauges und Villedieu-la-Blouère zur Commune nouvelle Beaupréau-en-Mauges fest.

## Geografie

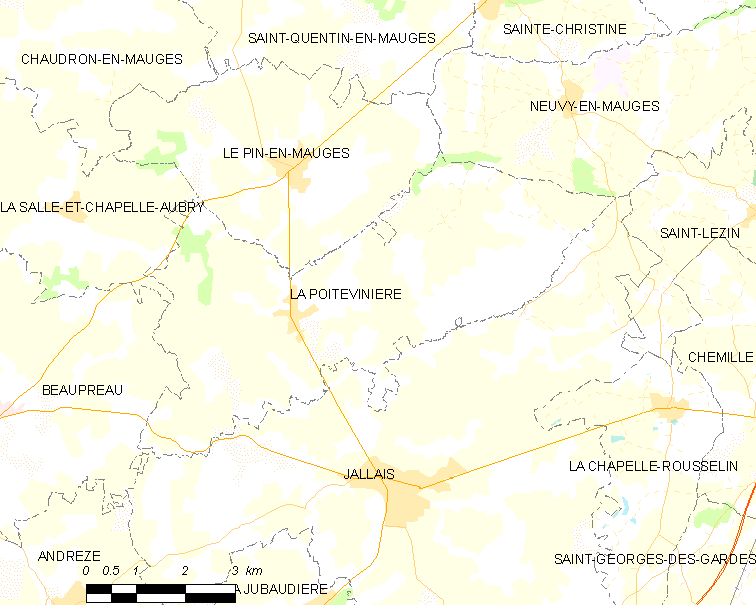
Karte von La Poitevinière

La Poitevinière liegt etwa 38 Kilometer südwestlich von Angers, etwa 19 Kilometer nördlich von Cholet und etwa 50 Kilometer östlich von Nantes in der Région naturelle der Mauges, Teil der historischen Provinz des Anjou.
Das Ortsgebiet liegt im Einzugsgebiet der Loire und wird entwässert von der Èvre im äußersten Südwesten, vom Flüsschen Rez Profond, vom zeitweise trockenfallenden Ruisseau de la Blonnière, vom Ruisseau Junière sowie von kleineren Fließgewässern. Es erstreckt sich auf einer Hochebene, die im Norden von der Loire begrenzt wird. Das Bodenrelief ist relativ flach mit Höhen bis über 100 m und wird durch die Flusstäler markant eingeschnitten. Das Ortszentrum liegt auf etwa 83 m. Die höchste Erhebung wird mit 126 m im äußersten Nordwesten gemessen.
Aus geologischer Sicht befindet sich das Ortsareal vollständig auf metamorphem Gestein aus dem unteren Silur.
Umgeben wird La Poitevinière von zwei Nachbargemeinden und drei Communes déléguées von Beaupréau-en-Mauges:
| Montrevault-sur-Èvre            | Le Pin-en-Mauges (Beaupréau-en-Mauges)      | Chemillé-en-Anjou |
| Beaupréau (Beaupréau-en-Mauges) | Kompassrose, die auf Nachbargemeinden zeigt |                   |
|                                 | Jallais (Beaupréau-en-Mauges)               |                   |

## Geschichte
Frühe Formen des Ortsnamens waren:
Pictavineria (um 1100), Parochia Pictavenerie (1244), Ecclesia parochialis et curate de la Poitevinière (1434).
Flachbeile ohne Ring sowie Armbänder, die auf dem Ortsareal gefunden wurden, bezeugen eine frühe Besiedelung während der Bronzezeit.
Keimzelle des Dorfs war eine Gruppe von Häusern, darunter eine Schmiede und Gebäude einer Bäckerei. Im Zentrum wurde im 12. Jahrhundert neben der Schmiede ein Turm errichtet, der als einfaches Herrenhaus diente, um den sich ringsum das Dorf entwickelte, abhängig vom Schloss Jallais. Am 28. Juli 1574 wurde die Pfarrkirche von Hugenotten in Brand gesteckt und im folgenden Jahrhundert wiederaufgebaut. 1664 waren die Lehnsherrenrechte über die Pfarrgemeinde strittig zwischen Claude Vincent, Seigneur von Jallais, und der Äbtissin der Abtei Ronceray in Angers aufgrund ihrer Lehnsherrschaft von Cour-de-Pierre in Rochefort-sur-Loire. Ein Dekret von 1668 legte die gemeinsame Gerichtsbarkeit über La Jubaudière und La Poitevinière fest. Im 18. Jahrhundert zogen Salzschmuggler am Ort vorbei, um die Gabelle, die Salzsteuer, zu umgehen, was die Einsetzung von Steuereintreibern notwendig machte.
Die Pfarrgemeinde gehörte zum Archidiakonat Outre-Loire und zum Dekanat der Mauges. Sie gehörte zur Sénéchaussée, der Élection und Subdelegation von Angers sowie zum Einzugsgebiet der Gabelle von Saint-Florent-le-Vieil.
Der Bürgermeister von La Poitevinière, Pierre Courbet, versammelte am 30. April 1792 die Bürgermeister der 14 benachbarten Gemeinden in seiner Herberge, um eine Note an die Gesetzgebende Nationalversammlung zu verfassen, die die Rückkehr von Priestern fordert, die keinen Eid auf die Zivilverfassung des Klerus geleistet haben. Ein zweites Treffen sollte am 8. Mai stattfinden, doch wurde diese von Gendarmen unterbrochen, die Pierre Courbet und andere Bürgermeister nach Angers verbrachten, wo sie bis Ende November in Gefangenschaft verblieben.
Etwa 60 junge Bewohner von La Poitevinière schlossen sich 1793 Jean-Nicolas Stofflet an, der Cholet im Rahmen des Aufstands der Vendée einnahm. Vom 7. bis 10. Dezember desselben Jahres wurde das Dorfzentrum von republikanischen Truppen in Brand gesteckt. Eine sogenannte Höllenkolonne verwüstete es im Januar 1794 erneut und metzelte seine Bewohner nieder.

## Bevölkerungsentwicklung
| La Poitevinière: Einwohnerzahlen von 1793 bis 2020                                                                         | La Poitevinière: Einwohnerzahlen von 1793 bis 2020 | La Poitevinière: Einwohnerzahlen von 1793 bis 2020 | La Poitevinière: Einwohnerzahlen von 1793 bis 2020 | La Poitevinière: Einwohnerzahlen von 1793 bis 2020 |
| --- | -------------------------------------------------- | -------------------------------------------------- | -------------------------------------------------- | -------------------------------------------------- |
| Jahr |                                                    |                                                    |                                                    | Einwohner                                          |
| 1793 | 1793                                               |                                                    | 1.190                                              | 1.190                                              |
| 1800 | 1800                                               |                                                    | 954                                                | 954                                                |
| 1806 | 1806                                               |                                                    | 1.047                                              | 1.047                                              |
| 1821 | 1821                                               |                                                    | 1.273                                              | 1.273                                              |
| 1831 | 1831                                               |                                                    | 1.226                                              | 1.226                                              |
| 1836 | 1836                                               |                                                    | 1.360                                              | 1.360                                              |
| 1841 | 1841                                               |                                                    | 1.384                                              | 1.384                                              |
| 1846 | 1846                                               |                                                    | 1.457                                              | 1.457                                              |
| 1851 | 1851                                               |                                                    | 1.463                                              | 1.463                                              |
| 1856 | 1856                                               |                                                    | 1.464                                              | 1.464                                              |
| 1861 | 1861                                               |                                                    | 1.474                                              | 1.474                                              |
| 1866 | 1866                                               |                                                    | 1.560                                              | 1.560                                              |
| 1872 | 1872                                               |                                                    | 1.459                                              | 1.459                                              |
| 1876 | 1876                                               |                                                    | 1.478                                              | 1.478                                              |
| 1881 | 1881                                               |                                                    | 1.457                                              | 1.457                                              |
| 1886 | 1886                                               |                                                    | 1.408                                              | 1.408                                              |
| 1891 | 1891                                               |                                                    | 1.337                                              | 1.337                                              |
| 1896 | 1896                                               |                                                    | 1.302                                              | 1.302                                              |
| 1901 | 1901                                               |                                                    | 1.265                                              | 1.265                                              |
| 1906 | 1906                                               |                                                    | 1.255                                              | 1.255                                              |
| 1911 | 1911                                               |                                                    | 1.171                                              | 1.171                                              |
| 1921 | 1921                                               |                                                    | 1.047                                              | 1.047                                              |
| 1926 | 1926                                               |                                                    | 1.047                                              | 1.047                                              |
| 1931 | 1931                                               |                                                    | 1.037                                              | 1.037                                              |
| 1936 | 1936                                               |                                                    | 955                                                | 955                                                |
| 1946 | 1946                                               |                                                    | 934                                                | 934                                                |
| 1954 | 1954                                               |                                                    | 953                                                | 953                                                |
| 1962 | 1962                                               |                                                    | 1.017                                              | 1.017                                              |
| 1968 | 1968                                               |                                                    | 1.060                                              | 1.060                                              |
| 1975 | 1975                                               |                                                    | 1.032                                              | 1.032                                              |
| 1982 | 1982                                               |                                                    | 965                                                | 965                                                |
| 1990 | 1990                                               |                                                    | 998                                                | 998                                                |
| 1999 | 1999                                               |                                                    | 976                                                | 976                                                |
| 2006 | 2006                                               |                                                    | 977                                                | 977                                                |
| 2013 | 2013                                               |                                                    | 1.074                                              | 1.074                                              |
| 2020 | 2020                                               |                                                    | 1.092                                              | 1.092                                              |
| Quelle(n): EHESS/Cassini bis 1999, INSEE ab 2006 Anmerkung(en): Ab 1962 offizielle Zahlen ohne Einwohner mit Zweitwohnsitz |                                                    |                                                    |                                                    |                                                    |

Der Bevölkerungsrückgang im Jahre 1800 zeigt die negative Auswirkung des Aufstands der Vendée.

## Sehenswürdigkeiten
- Pfarrkirche Saint-Pierre im 19. Jahrhundert neu gebaut.

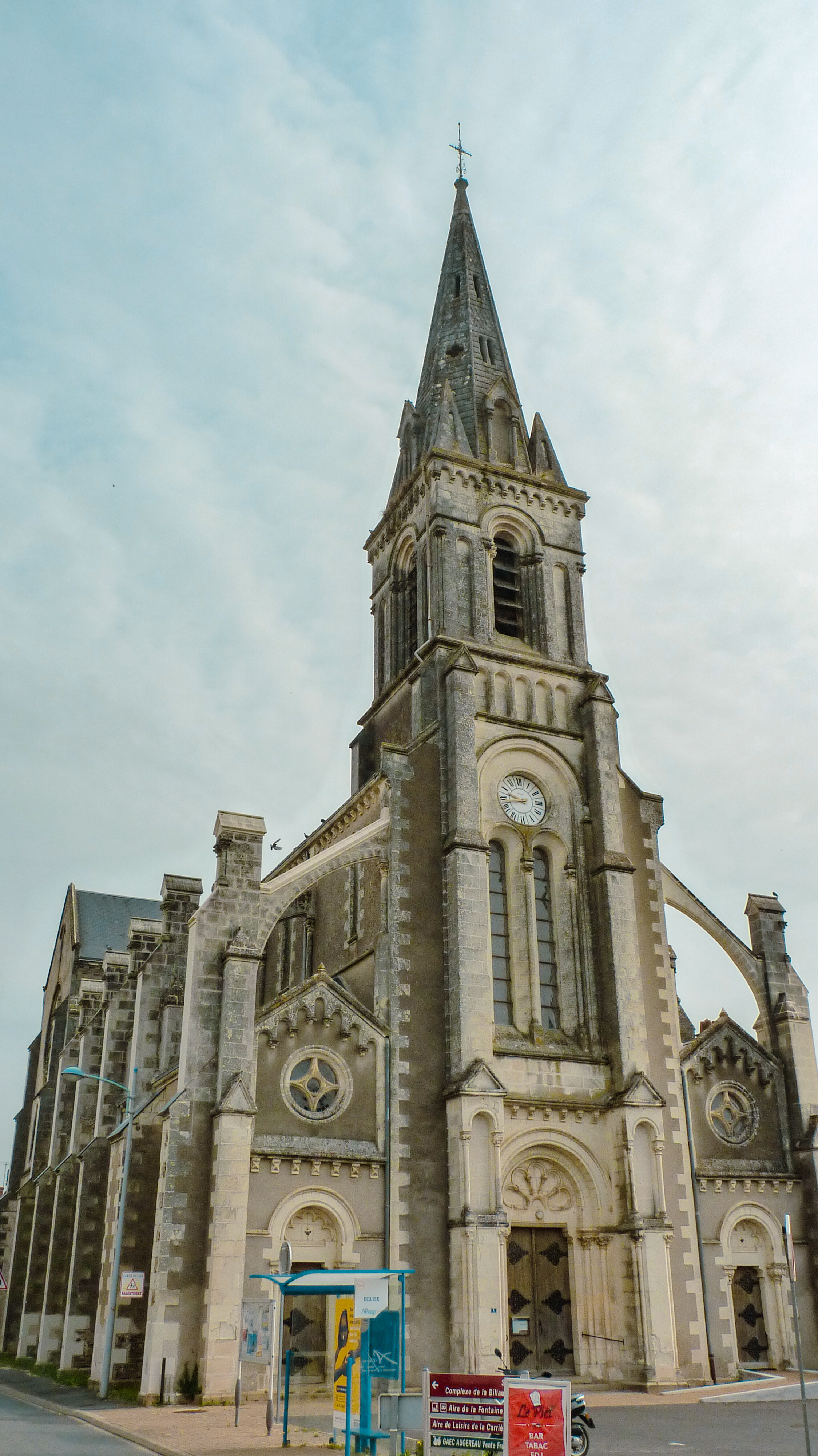
Pfarrkirche Saint-Pierre
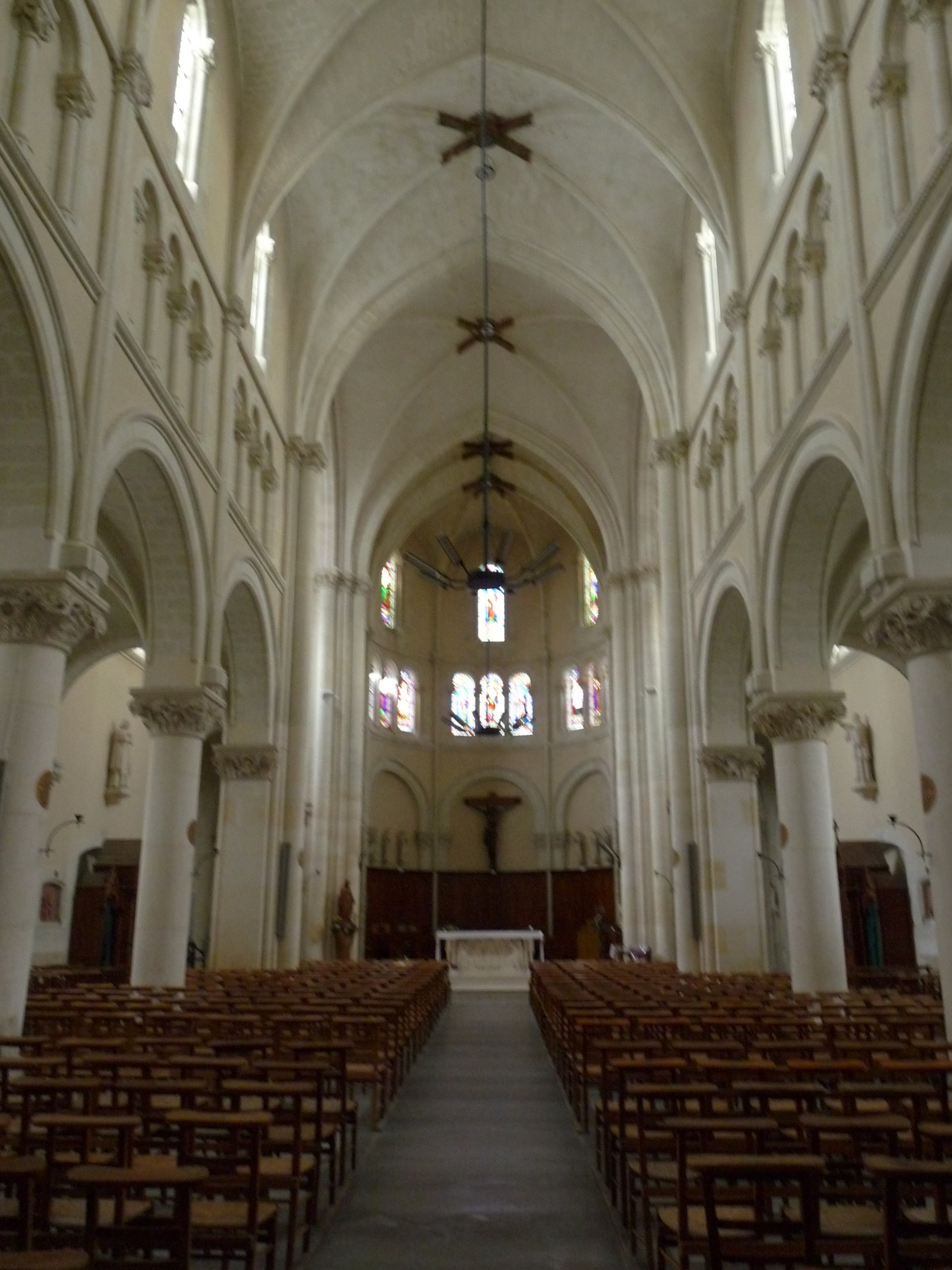
Innenraum
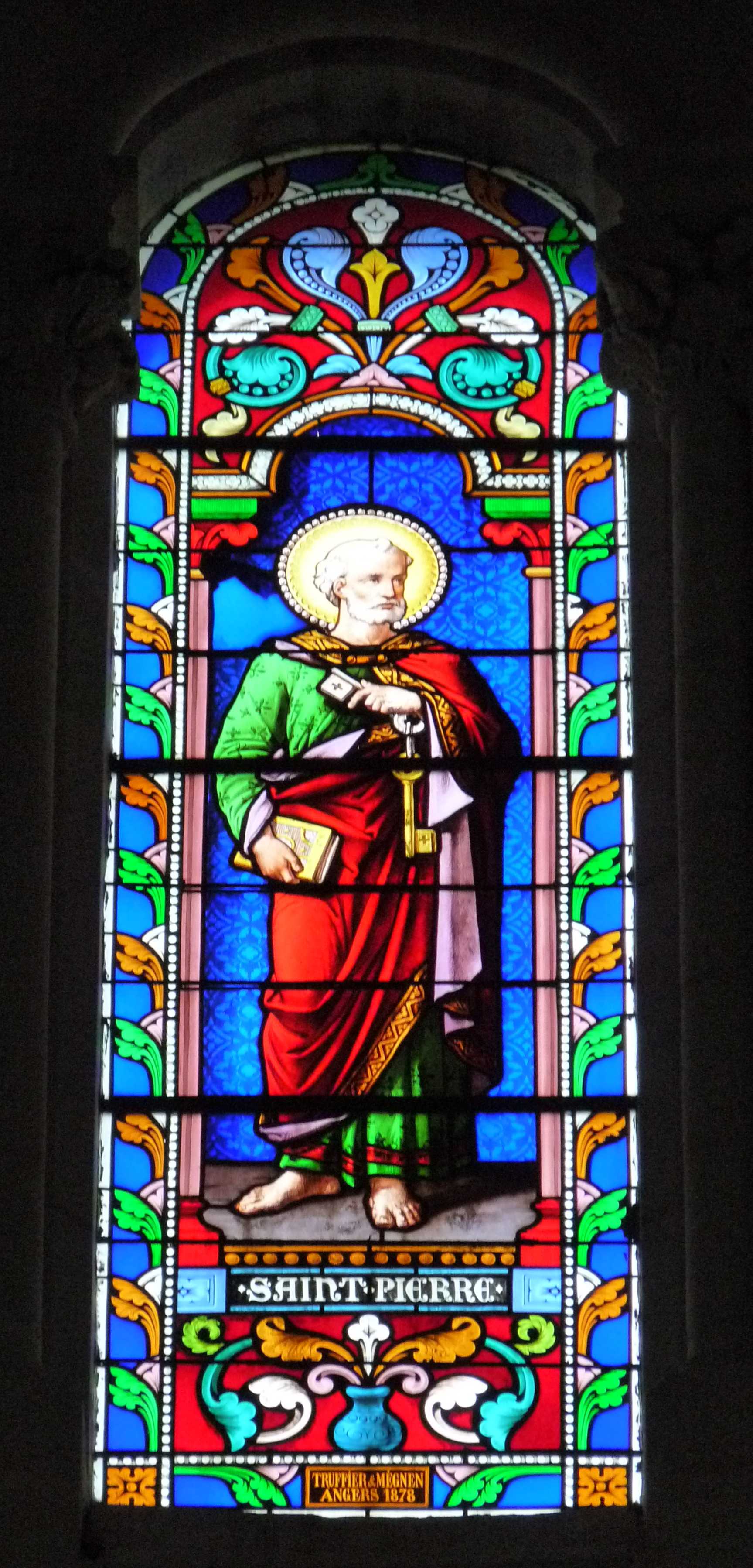
Bleiglasfenster